# Pausandra trianae
Pausandra trianae là một loài thực vật có hoa trong họ Đại kích. Loài này được (Müll.Arg.) Baill. mô tả khoa học đầu tiên năm 1873.